# Ruonasenlampi
Ruonasenlampi eller Ruonasenjärvi är en sjö i Finland. Den ligger i kommunen Siikalatva i landskapet Norra Österbotten, i den centrala delen av landet, 400 km norr om huvudstaden Helsingfors. Ruonasenjärvi ligger 131 meter över havet. I omgivningarna runt Ruonasenlampi växer i huvudsak blandskog. Arean är 6,2 hektar och strandlinjen är 1,24 kilometer lång. Sjön  ingår i Siikajokis huvudavrinningsområde. 